# Ons-en-Bray
 Ons-en-Bray  es una comuna y población de Francia, en la región de Picardía, departamento de Oise, en el distrito de Beauvais y cantón de Auneuil.
Su población en el censo de 1999 era de 1.273 habitantes.
Está integrada en la Communauté de communes du Pays de Bray.

## Demografía
| 976 | 1055 | 1109 | 1234 | 1288 | 1273 |
| Para los censos de 1962 a 1999 la población legal corresponde a la población sin duplicidades (Fuente: INSEE [Consultar]) |      |      |      |      |      |